# Телескопичен октопод
Amphitretus pelagicus е вид главоного от семейство Amphitretidae. Видът е незастрашен от изчезване.

## Разпространение и местообитание
Разпространен е в Австралия, Американска Самоа, Бангладеш, Британска индоокеанска територия, Бруней, Вануату, Виетнам, Гватемала, Гуам, Джибути, Египет, Еквадор, Еритрея, Йемен, Източен Тимор, Индия, Индонезия, Ирак, Иран, Камбоджа, Катар, Кения, Кирибати, Китай, Кокосови острови, Колумбия, Коста Рика, Кувейт, Мадагаскар, Макао, Малайзия, Малдиви, Малки далечни острови на САЩ, Маршалови острови, Мексико, Мианмар, Микронезия, Мозамбик, Науру, Никарагуа, Ниуе, Нова Зеландия, Нова Каледония, Обединени арабски емирства, Оман, Остров Норфолк, Остров Рождество, Острови Кук, Палау, Панама, Папуа Нова Гвинея, Перу, Питкерн, Провинции в КНР, Салвадор, Самоа, Саудитска Арабия, САЩ, Северна Корея, Северни Мариански острови, Сингапур, Соломонови острови, Сомалия, Судан, Тайван, Тайланд, Танзания, Токелау, Тонга, Тувалу, Уолис и Футуна, Фиджи, Филипини, Френска Полинезия, Хондурас, Хонконг, Чили, Шри Ланка, Южна Африка, Южна Корея и Япония.
Среща се на дълбочина от 200 до 2540 m, при температура на водата от 3 до 16,4 °C и соленост 34,3 – 35,4 ‰.